# Río Deza
El río Deza es un río del noroeste de la península ibérica que discurre por la provincia de Pontevedra, Galicia, España. Es un afluente del río Ulla.

## Curso
Discurre por la provincia de Pontevedra. Nace en la sierra del Testeiro, en la parroquia de Zobra (Lalín), al unirse dos cursos de agua, el de la Candosa y el de Trasdomonte. Sus principales afluentes son el río Asneiro y el río Toja, y desemboca en el Ulla. Tiene una longitud de 59,4 km y presenta una cuenca hidrográfica de 551 km². El caudal absoluto en su desembocadura es de 18,6 m³/s.
Aparece descrito en el séptimo volumen del Diccionario geográfico-estadístico-histórico de España y sus posesiones de Ultramar de Pascual Madoz con las siguientes palabras:

DEZA: r. en la prov. de Pontevedra, tiene su origen en las vertientes setentrionales de la cadena del Miño llamadas del Testeiro, y otras de la felig. de Sta. Marina de Zozobra, ayunt. de Lalin y en las orientales de las montañas el Coco y Candan: corre de SO. al NE. por espacio de unas 3 leg. hasta cerca del puente Taboada, donde recibe al r. Asneiro y continúa hácia el NO. hasta confluir en el Ulla, entre las fellig. de Cira y Grés. Ademas del espresado r. Asneiro, recie por su izq. el Moalde, el Toja y otros muchos afluentes que sin tener una leg. de curso forman hermosos y feraces valles; de manera que la cuenca general de este r. es de las mas pintorescas del pais. Cerca de su confluencia en el Ulla tiene un puente de piedra en la felig. de Cira, otro de madera en la de Merza llamado puente de Sulago; oro en la parr. de Carboeiro, que tambien es de piedra y cerca de 1 1/2 leg. mas arriba el espresado puente de Taboada igualmente de piedra. Sus aguas dan impuslo á distintos molinos harineros, riego á muchos trozos de labor, y crian muchas y esceletes truchas, pocas anguilas y algunos salmones hácia su confluencia.
(Madoz, 1847, pp. 386-387)

Sus aguas acaban vertidas en el océano Atlántico.